# Генеральные штаты Соединённых провинций
Генеральные штаты — высший орган сословного представительства Республики соединенных нидерландских провинций, существовавший в 1579—1795 годах.
По имени этого органа «Генеральными штатами» называлась нередко и вся республика, причём, представляя собою весь союз, сами Генеральные штаты пользовались титулом «leurs hautes puissances» или «hochmögende». Учреждение это просуществовало около двух веков. В настоящее время народное представительство в Нидерландском королевстве носит то же самое название Генеральных штатов, хотя имеет уже совершенно иную организацию (см. Генеральные штаты в Нидерландах).

## История образования
Каждая из этих провинций составляла до середины XVI века самостоятельное целое, и в каждой были свои особые штаты (но изредка предпринимались попытки собрать единые Генеральные штаты всех провинций, например, Филиппом III Бургундским); но когда все 17 провинций при Карле V соединились под одной наследственной властью, появилась потребность и в их общем сейме, получившем название Генеральных штатов.
При Филиппе II семь провинций заключили между собой в Утрехте унию (1579) и вскоре после того, объявив Филиппа II низложенным, признали себя независимой республикой соединённых штатов (1581). Утрехтская уния обеспечивала каждой провинции прежние права и привилегии, в силу чего для ведения войны, заключения мира и взимания налогов в пользу всего союза стало требоваться единодушное согласие всех провинций и только в других делах, касающихся всей конфедерации, достаточно было простого большинства голосов.

## Конфедерация
Первоначально Генеральные штаты были не чем иным, как простым соединением провинциальных штатов; но так как такой общий сейм мог собираться лишь изредка и число его членов было слишком велико, то он был при Морице Оранском заменён постоянной депутацией, избиравшейся из среды отдельных штатов и заседавшей в Гааге. Это собрание имело характер конгресса посланников от отдельных республик, входивших в состав федерации; многие дела решались здесь не иначе как под условием согласия со стороны местных штатов.
Каждой провинции, невзирая на число её депутатов, принадлежал в Генеральных штатах лишь один голос; в известных случаях требовалось единогласие депутатов, которые вообще должны были заботиться о том, чтобы автономии отдельных провинций не было нанесено никакого ущерба. Поэтому депутаты одной и той же провинции имели нечто вроде польского liberum veto (свободного вето) по указанным выше вопросам.